# Gortinia
Gortinia fue una antigua ciudad de la región histórica de Botiea, en el sur de Macedonia. La ciudad estaba situada a lo largo de la orilla derecha del río Axio, en el noreste de la región, cerca de la frontera con Peonia.
Existen varias referencias a Gortinia en textos antiguos:
- Estrabón, en Geografía, la sitúa a lo largo de la vía que unía Macedonia con Peonia, vía Stobi, probablemente al sur del puerto de Demir Kapija.[1]
- Tucídides, en Historia de la guerra del Peloponeso, afirma que las ciudades de Gortinia y Atalanta llegaron a un acuerdo con el rey de los tracios odrisios Sitalces por consideración a Amintas, pretendiente al trono macedonio contra Pérdicas II.[2]
- Plinio el Viejo la menciona en Naturalis historia, entre las ciudades de Macedonia situadas a lo largo del curso del río Axio.[3]